# Liste antiker Theaterbauten
Die Liste antiker Theaterbauten erfasst möglichst vollständig die erhaltenen wie die lediglich in Quellen erwähnten Theaterbauten der griechisch-römischen Antike. Ausgeschlossen aus dieser Liste sind die sogenannten kleinen Theater, also die Odeia, und die Amphitheater. Eine Liste der Odeia findet sich unter Liste antiker Odeen.

## Alphabetischer Index
Durch Klicken auf den jeweiligen Ortsnamen (Link) in der Alphabetischen Liste gelangt man zum entsprechenden Eintrag in der Topographischen Liste.

### Antike Ortsnamen
- A: Aigai (Äolis), Aigai (Makedonien), Aigeira, Aixone, Aizanoi, Alabanda, Alexandria am Oxus, Alinda, Amphiareion, Anazarbos, Antiochia in Pisidien, Antiphellos, Apameia am Orontes, Apameia Kibotos, Aphrodisias, Apollonia Pontica, Aptera, Arausio, Arelate, Argos, Arykanda, Aspendos, Assos, Athen, Augusta Raurica, Augusta Treverorum, Aventicum
- B: Babylon, Buthroton, Byblos, Byllis
- C: Caesarea Maritima, Carthago Nova, Chania, Clunia, Colonia Caesaraugusta
- D: Delphi, Diokaisareia, Dodona
- E: Elaiussa Sebaste, Elateia (Phokis), Elis, Emerita Augusta, Ephesos, Epidauros, Eukratidia
- F: Faesulum, Falerii
- G: Gadara, Gerasa, Gjirokastra, Glanum, Gortys, Gythio
- H: Halikarnassos, Herakleia am Latmos, Herculaneum, Hierapolis, Hierapolis Kastabala, Hippo Regius
- I: Iasos (Karien), Iaitas, Italica
- K: Karthago, Kaunos, Kassope, Kibyra, Korinth, Kourion, Kremna
- L: Leptis Magna, Letoon, Limyra, Lindos, Lisos (Kreta), Lokroi, Lopodunum, Lugdunum, Luna, Lychnidos
- M: Magnesia am Mäander, Mantineia, Maroneia, Megalopoli, Meninx, Messene, Metropolis in Ionien, Milet, Mogontiacum, Myra (Lykien), Mytilini
- N: Narona, Neapolis, Nida, Nikaia, Notion, Nysa am Mäander
- O: Olba, Orchomenos (Arkadien), Oricum, Oropos
- P: Palea Epidavros, Patara, Pergamon, Perge, Petra, Phaselis, Philadelphia, Philippopolis, Piräus, Pollentia, Pompeiopolis (Paphlagonien), Pompeji, Priene, Ptolemais (Kyrenaika)
- R: Rom
- S: Sabrata, Sagalassos, Saguntum, Salamis (Zypern), Samothraki, Segesta, Selge (Pisidien), Side (Pamphylien), Sikyon, Soloi (Kilikien), Solunto, Sparta, Stratos (Ätolien-Akarnanien), Syrakus
- T: Tarraco, Tauromenion, Telmessos, Teos, Termessos, Thasos, Thera, Thorikos, Thugga, Tiberias, Tindari, Tipasa, Tlos
- V: Vergina, Verona, Vienne, Villa Adriana
- X: Xanthos

## Topographische Liste

### Griechenland

#### Festland

##### Athen
| Antiker Ortsname / Lage | Moderner Ortsname / Lage | Datierung | Anlage und Zustand                     | Grabungsgeschichte | Abbildung |
| ----------------------- | ------------------------ | --------- | -------------------------------------- | ------------------ | --------- |
| Athen                   | Athen                    |           | Siehe den Hauptartikel Dionysostheater |                    |           |

##### Attika
| Antiker Ortsname / Lage  | Moderner Ortsname / Lage           | Datierung                                      | Anlage und Zustand                                         | Grabungsgeschichte | Abbildung |
| ------------------------ | ---------------------------------- | ---------------------------------------------- | ---------------------------------------------------------- | ------------------ | --------- |
| Aixone Αἰξωνή, Attika    | zwischen Glyfada und Voula, Attika | spätes 5./frühes 4. Jahrhundert v. Chr.        |                                                            |                    |           |
| Oropos, im Amphiareion   |                                    | 4. Jahrhundert v. Chr.                         |                                                            |                    |           |
| Piräus Munichia-Theater  |                                    | spätestens 4. Jahrhundert v. Chr.              |                                                            |                    |           |
| Piräus Zea-Hafen-Theater |                                    | um 150 v. Chr.                                 |                                                            |                    |           |
| Thorikos                 |                                    | um 500 v. Chr., erster Steinbau um 450 v. Chr. | Das Theater von Thorikos hat einen rechteckigen Grundriss. |                    |           |

##### Phokis
| Antiker Ortsname / Lage  | Moderner Ortsname / Lage | Datierung                      | Anlage und Zustand | Grabungsgeschichte | Abbildung |
| ------------------------ | ------------------------ | ------------------------------ | ------------------ | ------------------ | --------- |
| Delphi                   |                          | 4. oder 3. Jahrhundert v. Chr. |                    |                    |           |
| Elateia (Phokis) Ἐλάτεια |                          |                                |                    |                    |           |

##### Aitolia
| Antiker Ortsname / Lage      | Moderner Ortsname / Lage | Datierung                     | Anlage und Zustand | Grabungsgeschichte | Abbildung |
| ---------------------------- | ------------------------ | ----------------------------- | ------------------ | ------------------ | --------- |
| Stratos (Ätolien-Akarnanien) |                          | spätes 3. Jahrhundert v. Chr. |                    |                    |           |

##### Epeiros
| Antiker Ortsname / Lage     | Moderner Ortsname / Lage | Datierung                                        | Anlage und Zustand                                                                 | Grabungsgeschichte              | Abbildung |
| --------------------------- | ------------------------ | ------------------------------------------------ | ---------------------------------------------------------------------------------- | ------------------------------- | --------- |
| Apollonia Ἀπολλωνία         | Fier                     | spätes 4. oder Mitte 3. Jahrhundert v. Chr.      | ein römischer Ausbau wurde abgebrochen                                             |                                 |           |
| Buthroton Βουθρωτόν         | Butrint                  | 3. Jahrhundert v. Chr.                           |                                                                                    |                                 |           |
| Byllis Βύλλις               | Ballsh                   | 3. Jahrhundert v. Chr.                           | bot für 7500 Zuschauer Platz                                                       | zwischen 1917 und 1918 entdeckt |           |
| Dodona                      | Dodoni                   | Anfang 3. Jahrhundert v. Chr., vor 272 v. Chr.   |                                                                                    |                                 |           |
| Hadrianopolis Ἁδριανούπολις | Dropull                  | römisch                                          | freistehender römischer Bau                                                        |                                 |           |
| Kassope                     |                          | 3. Jahrhundert v. Chr.                           |                                                                                    |                                 |           |
| Nikaia Νίκαια               | Klos bei Elbasan         | spätestens 3. Jahrhundert v. Chr.                |                                                                                    |                                 |           |
| Nikopolis (Epirus)          |                          | römisch                                          |                                                                                    |                                 |           |
| Phoinike Φοινίκη            | Finiq                    | Römische Zeit (ab dem 2. Jahrhundert v. Chr.[?]) | Cavea lehnt an einen natürlichen Hang, freigelegt aber in einem schlechten Zustand | wurde 2006 entdeckt             |           |

##### Makedonien
| Antiker Ortsname / Lage      | Moderner Ortsname / Lage | Datierung                                  | Anlage und Zustand                                  | Grabungsgeschichte | Abbildung |
| ---------------------------- | ------------------------ | ------------------------------------------ | --------------------------------------------------- | ------------------ | --------- |
| Dion Hellenistisches Theater | Dion                     | um 200 v. Chr., ersetzte einen älteren Bau | Siehe den Hauptartikel Hellenistisches Theater Dion |                    |           |
| Dion Römisches Theater       | Dion                     | um 200 n. Chr.                             |                                                     |                    |           |
| Aigai (?)                    | Vergina                  | 2. Hälfte 4. Jahrhundert v. Chr.           |                                                     |                    |           |
| Herakleia Lynkestis          | Bitola                   | hadrianisch (?)                            |                                                     |                    |           |
| Lychnidos                    | Ohrid                    | hellenistisch                              | Siehe den Hauptartikel Theater von Lychnidos        |                    |           |
| Stobi Στόβοι                 |                          | 3. Jahrhundert                             |                                                     |                    |           |

##### Thrakien
| Antiker Ortsname / Lage | Moderner Ortsname / Lage | Datierung              | Anlage und Zustand | Grabungsgeschichte | Abbildung |
| ----------------------- | ------------------------ | ---------------------- | ------------------ | ------------------ | --------- |
| Maroneia                |                          | 4. Jahrhundert v. Chr. |                    |                    |           |

##### Korinthis
| Antiker Ortsname / Lage | Moderner Ortsname / Lage | Datierung | Anlage und Zustand | Grabungsgeschichte | Abbildung |
| ----------------------- | ------------------------ | --------- | ------------------ | ------------------ | --------- |
| Korinth                 |                          |           |                    |                    |           |
| Sikyon                  |                          |           |                    |                    |           |

##### Argolis
| Antiker Ortsname / Lage | Moderner Ortsname / Lage            | Datierung                                                                      | Anlage und Zustand                                         | Grabungsgeschichte | Abbildung |
| ----------------------- | ----------------------------------- | ------------------------------------------------------------------------------ | ---------------------------------------------------------- | ------------------ | --------- |
| Argos (Stadt)           |                                     |                                                                                |                                                            |                    |           |
| Epidauros               | Epidavros                           | 4. Jh. v. Chr. (~ 330 v. Chr.), gilt als Werk Polyklets des Jüngeren aus Argos | siehe den Hauptartikel Theater von Epidauros               |                    |           |
|                         | Palea Epidavros, Gemeinde Epidavros | 4. Jh. v. Chr.                                                                 | Siehe den Hauptartikel Kleines Theater von Palea Epidavros |                    |           |

##### Achaia
| Antiker Ortsname / Lage | Moderner Ortsname / Lage | Datierung | Anlage und Zustand | Grabungsgeschichte | Abbildung |
| ----------------------- | ------------------------ | --------- | ------------------ | ------------------ | --------- |
| Aigeira Αἴγειρα         | Egira Αιγείρα            |           |                    |                    |           |

##### Elis
| Antiker Ortsname / Lage                   | Moderner Ortsname / Lage | Datierung                     | Anlage und Zustand | Grabungsgeschichte | Abbildung |
| ----------------------------------------- | ------------------------ | ----------------------------- | ------------------ | ------------------ | --------- |
| Elis Ἦλις in der gleichnamigen Landschaft | Amaliada Präfektur Elis  | spätes 4. Jahrhundert v. Chr. |                    |                    |           |

##### Arkadia
| Antiker Ortsname / Lage | Moderner Ortsname / Lage | Datierung                 | Anlage und Zustand | Grabungsgeschichte | Abbildung |
| ----------------------- | ------------------------ | ------------------------- | ------------------ | ------------------ | --------- |
| Mantineia (Stadt)       |                          | 4. Jahrhundert v. Chr.    |                    |                    |           |
| Megalopolis             | Megalopoli               | 4. Jahrhundert v. Chr.    |                    |                    |           |
| Orchomenos (Arkadien)   |                          | 4./3. Jahrhundert v. Chr. |                    |                    |           |

##### Lakonia
| Antiker Ortsname / Lage                          | Moderner Ortsname / Lage | Datierung                                               | Anlage und Zustand | Grabungsgeschichte | Abbildung |
| ------------------------------------------------ | ------------------------ | ------------------------------------------------------- | ------------------ | ------------------ | --------- |
| Gytheion                                         | Gythio                   | frühe römische Kaiserzeit                               |                    |                    |           |
| Sparta / Stadttheater                            | Sparta                   | hellenistisch                                           |                    |                    |           |
| Sparta / Theater im Heiligtum der Artemis Orthia |                          | römisch mit möglicherweise hellenistischem Vorgängerbau |                    |                    |           |

##### Messinía
| Antiker Ortsname / Lage | Moderner Ortsname / Lage | Datierung                      | Anlage und Zustand                    | Grabungsgeschichte | Abbildung |
| ----------------------- | ------------------------ | ------------------------------ | ------------------------------------- | ------------------ | --------- |
| Messene                 | Messini                  | 4. oder 3. Jahrhundert v. Chr. | freigelegt, Unterrang wiederaufgebaut |                    |           |

#### Inseln

##### Thasos
| Antiker Ortsname / Lage | Moderner Ortsname / Lage | Datierung                                                  | Anlage und Zustand | Grabungsgeschichte | Abbildung |
| ----------------------- | ------------------------ | ---------------------------------------------------------- | ------------------ | ------------------ | --------- |
| Thasos                  | Thasos                   | Ende des 4. bis erstes Viertel des 3. Jahrhunderts v. Chr. |                    |                    |           |

##### Samothrake
| Antiker Ortsname / Lage       | Moderner Ortsname / Lage | Datierung      | Anlage und Zustand | Grabungsgeschichte | Abbildung |
| ----------------------------- | ------------------------ | -------------- | ------------------ | ------------------ | --------- |
| Samothrake / Kabirenheiligtum | Samothraki               | um 200 v. Chr. |                    |                    |           |

##### Lesbos
| Antiker Ortsname / Lage | Moderner Ortsname / Lage | Datierung                                                                                              | Anlage und Zustand | Grabungsgeschichte | Abbildung |
| ----------------------- | ------------------------ | --- | ------------------ | ------------------ | --------- |
| Mytilene                | Mytilini                 | hellenistisches Theater aus dem 3. Jahrhundert v. Chr. (~ 330 v. Chr.), in spätrömischer Zeit umgebaut |                    |                    |           |

##### Thera (Santorin)
| Antiker Ortsname / Lage | Moderner Ortsname / Lage | Datierung              | Anlage und Zustand | Grabungsgeschichte | Abbildung |
| ----------------------- | ------------------------ | ---------------------- | --- | --- | --------- |
| Thera                   | Alt-Thera Santorin       | 2. Jahrhundert v. Chr. | in den Hang unterhalb der Hauptstraße gebaut, weist mit rund 1.500 Sitzplätzen über den Bedarf der Stadt selbst hinaus | Ausgrabungen von 1895 bis 1904 durch Friedrich Hiller von Gaertringen, von 1990 bis 1994 von Wolfram Hoepfner, Freie Universität Berlin |           |

##### Rhodos
| Antiker Ortsname / Lage | Moderner Ortsname / Lage | Datierung | Anlage und Zustand                  | Grabungsgeschichte | Abbildung |
| ----------------------- | ------------------------ | --------- | ----------------------------------- | ------------------ | --------- |
| Lindos                  |                          |           | derzeit nicht öffentlich zugänglich |                    |           |

##### Kreta
| Antiker Ortsname / Lage | Moderner Ortsname / Lage | Datierung                   | Anlage und Zustand                        | Grabungsgeschichte | Abbildung |
| ----------------------- | ------------------------ | --------------------------- | ----------------------------------------- | ------------------ | --------- |
| Gortyn                  |                          |                             |                                           |                    |           |
| Aptera                  |                          | hellenistisch-römische Zeit | siehe den Hauptartikel Theater von Aptera |                    |           |
|                         | Chania                   |                             |                                           |                    |           |
| Lisos (Kreta)           |                          |                             |                                           |                    |           |

##### Zypern
| Antiker Ortsname / Lage | Moderner Ortsname / Lage | Datierung                     | Anlage und Zustand | Grabungsgeschichte | Abbildung |
| ----------------------- | ------------------------ | ----------------------------- | ------------------ | ------------------ | --------- |
| Kourion                 |                          | 1. bis 2. Jahrhundert n. Chr. |                    |                    |           |
| Salamis (Zypern)        |                          |                               |                    |                    |           |

### Schwarzmeerküste
| Antiker Ortsname / Lage                   | Moderner Ortsname / Lage | Datierung | Anlage und Zustand | Grabungsgeschichte | Abbildung |
| ----------------------------------------- | ------------------------ | --------- | ------------------ | ------------------ | --------- |
| Ἀπολλωνία Ποντική, lat. Apollonia Pontica | Sosopol                  |           |                    |                    |           |

### Kleinasien

#### Troas
| Antiker Ortsname / Lage | Moderner Ortsname / Lage                         | Datierung                                                      | Anlage und Zustand                               | Grabungsgeschichte                                                             | Abbildung |
| ----------------------- | ------------------------------------------------ | -------------------------------------------------------------- | ------------------------------------------------ | ------------------------------------------------------------------------------ | --------- |
| Alexandria Troas        |                                                  |                                                                | sichtbar, nicht untersucht                       |                                                                                |           |
| Assos                   | Behramkale, Landkreis Ayvacık, Provinz Çanakkale | späthellenistische Zeit, wahrscheinlich auf einem Vorgängerbau | freigelegt, restauriert, teilweise rekonstruiert | im Rahmen der türkischen Grabungen seit 1981 durch Ümit Serdaroğlu restauriert |           |
| Parion                  |                                                  |                                                                | freigelegt                                       | freigelegt 2006 bis 2015                                                       |           |

#### Aiolis
| Antiker Ortsname / Lage | Moderner Ortsname / Lage | Datierung                          | Anlage und Zustand                                  | Grabungsgeschichte | Abbildung |
| ----------------------- | --- | ---------------------------------- | --------------------------------------------------- | ------------------ | --------- |
| Aigai Aiolis            | Nemrutkale oder Nemrut Kalesi auf dem Bergrücken Gün Dağı beim Dorf Köseler im Landkreis Manisa, Provinz Manisa, Türkei, etwa 35 km südlich von Pergamon/Bergama, 20 km östlich von Aliağa | wahrscheinlich hellenistische Zeit | gut erhalten im Gelände sichtbar, nicht ausgegraben |                    |           |

#### Ionien
| Antiker Ortsname / Lage | Moderner Ortsname / Lage                      | Datierung                                                                                             | Anlage und Zustand                                               | Grabungsgeschichte | Abbildung |
| ----------------------- | --------------------------------------------- | --- | ---------------------------------------------------------------- | --- | --------- |
| Ephesos                 | Selçuk, Landkreis Selçuk, Provinz İzmir       | Erster Bau 3. Jhd. v. Chr. (Lysimachos), unter Claudius und Trajan (1. bis 2. Jhd. n. Chr.) umgebaut. | Teilweise restauriert, es finden regelmäßige Aufführungen statt. | Zweite Hälfte des 19. Jhd. von John Turtle Wood im Auftrag des British Museum teilweise ausgegraben, später vom ÖAI freigelegt und restauriert. |           |
| Metropolis in Ionien    | Yeniköy, Landkreis Torbalı, Provinz İzmir     | 3. Jhd. v. Chr.                                                                                       | freigelegt                                                       | Ausgrabungen der Stadt und des Theaters seit 1989 durch Recep Meriç von der Dokuz Eylül Üniversitesi Izmir                                      |           |
| Milet                   | Balat, Landkreis Didim, Provinz Aydın         | um 100 unter Trajan                                                                                   | teilweise restauriert                                            | Anfang des 19. Jhd. durch Theodor Wiegand freigelegt, seit 1997 Restaurierung durch Berthold F. Weber von der Ruhr-Universität Bochum           |           |
| Notion                  |                                               | |                                                                  | |           |
| Priene                  | Güllübahçe, Landkreis Söke, Provinz Aydın     | 3. Jhd. v. Chr. im griechischen Typ gebaut, 2. Jhd. v. Chr. von Römern umgebaut                       | gut erhalten                                                     | Ende des 19. Jhd. im Zuge von Carl Humanns Ausgrabungen freigelegt                                                                              |           |
| Teos                    | Sığacık, Landkreis Seferihisar, Provinz İzmir | 2. Jhd. v. Chr. im hellenistischen Stil, in römischer Zeit umgebaut                                   | Ruine, nicht ausgegraben                                         | nicht ausgegraben |           |

#### Bithynien und Pontus
| Antiker Ortsname / Lage            | Moderner Ortsname / Lage    | Datierung                                                       | Anlage und Zustand     | Grabungsgeschichte                                                           | Abbildung |
| ---------------------------------- | --------------------------- | --------------------------------------------------------------- | ---------------------- | ---------------------------------------------------------------------------- | --------- |
| Nikaia Νίκαια, lat. Nicaea         | İznik, Provinz Bursa        | restauriert von Plinius, aber wieder verfallen; 2. Jhd. n. Chr. | Ruine, ausgegraben;    | Ausgrabungen seit 1980 unter Bedri Yalman, Kleinfunde im Museum İznik        |           |
| Pompeiopolis, griech. Πομπηιόπολις | Taşköprü, Provinz Kastamonu | Kaiserzeit                                                      | Teilweise ausgegraben. | Grabungen 2006–2016 unter Lâtife Summerer, LMU München/Universität Kastamonu |           |

#### Mysien
| Antiker Ortsname / Lage | Moderner Ortsname / Lage | Datierung | Anlage und Zustand                          | Grabungsgeschichte | Abbildung |
| ----------------------- | ------------------------ | --------- | ------------------------------------------- | ------------------ | --------- |
| Pergamon                | Bergama, Provinz İzmir   |           | Siehe den Hauptartikel Theater von Pergamon |                    |           |

#### Phrygien
| Antiker Ortsname / Lage | Moderner Ortsname / Lage                            | Datierung | Anlage und Zustand                                            | Grabungsgeschichte | Abbildung |
| ----------------------- | --------------------------------------------------- | --- | ------------------------------------------------------------- | --- | --------- |
| Aizanoi                 | Çavdarhisar, Landkreis Çavdarhisar, Provinz Kütahya | Baubeginn 160 n. Chr. Baudauer des Stadion-Theater-Komplexes bis Mitte des 3. Jhd., laut Inschrift am Stadioneingang unter maßgeblicher Beteiligung von M. Apuleius Eurykles | Ruine, erforscht, nicht ausgegraben                           | Grabungen des DAI 1926 und seit 1970 unter Rudolf Naumann; Untersuchungen des Stadion-Theater-Komplexes 1982–1990 |           |
| Apameia Kibotos         | Dinar, Landkreis Dinar, Provinz Afyonkarahisar      | Späthellenistisch | Grundmauern des Skenengebäudes und Analemma-Mauern freigelegt | Jüngere Forschung durch die TU München in Kooperation mit dem Archäologischen Museum von Afyonkarahisar |           |
| Hierapolis              | Pamukkale, Landkreis Denizli, Provinz Denizli       | 2. Jhd. n. Chr. unter Hadrian erbaut, erneuert unter Septimius Severus (reg. 193–211) und nochmals 343                                                                       | restauriert                                                   | Erste Stadtgrabungen Ende des 19. Jhd. durch Carl Humann; Theater freigelegt und restauriert seit 1970 durch italienische Ausgräber, Skene und Orchestra 1996 freigelegt, Restaurierung der Cavea Anfang 21. Jhd. unter Daria de Bernardi Ferrero |           |
| Kibyra                  | Gölhisar, Landkreis Gölhisar, Provinz Burdur        | | Ruine, nicht ausgegraben                                      | Seit 2008 Feldforschung in der Stadt durch Thomas Corsten, Universität Wien, und Oliver Hülden, Universität München |           |

#### Lykien
| Antiker Ortsname / Lage | Moderner Ortsname / Lage                     | Datierung | Anlage und Zustand | Grabungsgeschichte | Abbildung |
| ----------------------- | -------------------------------------------- | --- | --- | --- | --------- |
| Antiphellos             | Kaş, Landkreis Kaş, Provinz Antalya          | Hellenistische Zeit, 1. Jhd. v. Chr.                                                                                            | 26 Sitzreihen, vollständig erhalten, keine Skene                                                                                         | noch keine systematischen Grabungen |           |
| Arykanda                | Arifköy, Landkreis Finike, Provinz Antalya   | 2. Jhd. n. Chr. | freigelegt | Ausgrabungen der Stadt durch die Universität Ankara |           |
| Letoon                  | Kumluova, Landkreis Fethiye Provinz Muğla    | Zwischen 100 und 42 v. Chr. | freiliegend, dorisch, Eingang durch einen Tunnel mit Giebelfassade                                                                       | Französische Grabungen seit den 1950er-Jahren |           |
| Limyra                  | Yuvalılar, Landkreis Finike, Provinz Antalya | 141 n. Chr. nach Erdbeben wieder aufgebaut                                                                                      | freigelegt, teilweise erhalten, 16 Sitzreihen, etwa 20.000 Plätze                                                                        | ab 1969 Grabungen des Deutschen Archäologischen Instituts durch Jürgen Borchhardt; seit 1984 Institut für Klassische Archäologie der Universität Wien; seit 2002 des Österreichischen Archäologischen Instituts Thomas Marksteiner (bis 2007) und Martin Seyer |           |
| Myra (Lykien)           | Demre, Landkreis Demre, Provinz Antalya      | Römische Zeit, 141 n. Chr. nach Erdbeben neu errichtet                                                                          | freigelegt | Ausgrabungen 1965–1968 durch Jürgen Borchhardt, Deutsches Archäologisches Institut Istanbul |           |
| Oinoanda                |                                              | Hellenistisch-römische Zeit | freigelegt | |           |
| Patara                  | Gelemiş, Landkreis Kaş, Provinz Antalya      | laut einer Inschrift an der Ostmauer des Bühnengebäudes 147 n. Chr. von Velius Titianus und seiner Tochter Velia Procula erbaut | gut erhalten, freiliegend, Orchestra und einige Sitzreihen teilweise von Sand verweht                                                    | Ausgrabungen im Stadtgebiet und Reinigungsarbeiten im Theater 1988–2008 durch Fahri Işık und Havva İşkan Işık von der Akdeniz Üniversitesi Antalya |           |
| Phaselis                | Tekirova, Landkreis Kemer, Provinz Antalya   | 2. Jhd. n. Chr. | 21 Sitzreihen für 1500–2000 Besucher, in den Hang gebaut, schlecht erhalten; eines von zwei Stockwerken des Bühnenhauses ruinös erhalten | Topographische Aufnahme der Stadt in den 1980er-Jahren durch Helmut Schläger und Jörg Schäfer |           |
| Telmessos               | Fethiye, Landkreis Fethiye, Provinz Muğla    | späthellenistisch bis augusteisch; im 3./4. Jhd. n. Chr. Einbau einer Brüstung zur Nutzung als Arena                            | 28 Sitzreihen, an natürlichen Hang gebaut                                                                                                | zwischen 1992 und 1995 vom Museum Fethiye freigelegt |           |
| Tlos                    | Döğer, Landkreis Fethiye, Provinz Muğla      | spätes 1. Jhd. v. Chr., Mitte 2. Jhd. n. Chr. Erweiterung der Cavea, Bühnenhaus Mitte 3. Jhd. n. Chr.                           | 34 Sitzreihen, freigelegt | Ausgrabungen der Stadt seit 1992 durch Akdeniz Üniversitesi Antalya unter Havva Işık und seit 2009 (auch Theater) Taner Korkut |           |
| Xanthos                 |                                              | | | |           |

#### Pamphylien
| Antiker Ortsname / Lage | Moderner Ortsname / Lage                      | Datierung | Anlage und Zustand | Grabungsgeschichte                                                          | Abbildung |
| ----------------------- | --------------------------------------------- | --- | --- | --------------------------------------------------------------------------- | --------- |
| Aspendos                | Belkis, Landkreis Serik, Provinz Antalya      | 2. Jhd. n. Chr. vom einheimischen Architekten Zenon im Auftrag der Brüder Curtius in der Zeit von Mark Aurel errichtet. | das am besten und vollständigsten erhaltene Theater Kleinasiens. Siehe Aspendos#Theater                                                                | noch keine Ausgrabungen                                                     |           |
| Perge                   | Aksu, Landkreis Antalya, Provinz Antalya      | 120 n. Chr. | Cavea mit 48 Sitzreihen für 14.000 Zuschauer ruinös, aber komplett erhalten, große Teile des Bühnenhauses erhalten. Der Theaterfries ist gut erhalten. | 1985 bis 1994 Grabungen der Universität Istanbul unter Jale İnan am Theater |           |
| Side (Pamphylien)       | Selimiye, Landkreis Manavgat, Provinz Antalya | Anfang 2. Jhd. n. Chr., möglicherweise Vorgängerbau                                                                     | 55 Sitzreihen, ruinös erhalten, Unterbauten der Cavea aus zahlreichen Bögen, Durchgangstunneln und Treppenaufgängen.                                   | Türkische Grabungen und Restaurierungsarbeiten in der Stadt Perge seit 1947 |           |

#### Kilikien
| Antiker Ortsname / Lage                             | Moderner Ortsname / Lage                         | Datierung                                                                    | Anlage und Zustand                                                                                 | Grabungsgeschichte | Abbildung |
| --------------------------------------------------- | ------------------------------------------------ | ---------------------------------------------------------------------------- | -------------------------------------------------------------------------------------------------- | --- | --------- |
| Anazarbos, auch Anazarbus Kilikien (Kilikia Pedias) | Dilekkaya, Landkreis Kozan, Provinz Adana        | Vermutlich römische Zeit                                                     | Überwachsen, wenig erhalten, nicht ausgegraben                                                     | 2004–2007 Forschungen des DAI Istanbul im Ort                                                                                   |           |
| Elaiussa Sebaste                                    | Ayas, Landkreis Erdemli, Provinz Mersin          | Mitte 2. Jhd. n. Chr.                                                        | 20 Sitzreihen für etwa 2300 Zuschauer; schon in antiker Zeit verfallen, freigelegt und restauriert | seit 1997 Ausgrabungen der Universita degli studi di Roma La Sapienza                                                           |           |
| Hierapolis Kastabala                                | Kesmeburun, Landkreis Osmaniye, Provinz Osmaniye | vermutlich römische Zeit                                                     | 15 Sitzreihen und ein Tor erhalten, teilweise freiliegend                                          | keine Grabungen |           |
| Olba (Diokaisareia)                                 | Uzuncaburç, Landkreis Silifke, Provinz Mersin    | Das Proskenion ist durch eine Inschrift in die Jahre 164/65 n. Chr. datiert. | in einen Hang gebaut, zum großen Teil überwachsen                                                  | 2003/4 Siedlungssurvey durch das DAI und die DFG, Detlev Wannagat, Ulrich Gotter und Kai Trampedach; keine Grabungen im Theater |           |
| Soloi (Kilikien) (Pompeiopolis in Kilikien)         | Viranşehir, Stadtteil von Mersin                 | Kaiserzeit                                                                   | Ein von Reisenden zu Beginn des 19. Jahrhunderts gesehenes Theater ist nicht mehr sichtbar.        | keine Grabungen |           |

#### Karien
| Antiker Ortsname / Lage                  | Moderner Ortsname / Lage                                                                                | Datierung | Anlage und Zustand | Grabungsgeschichte | Abbildung |
| ---------------------------------------- | --- | --- | --- | --- | --------- |
| Alabanda Ἀλάβανδα Karien                 | Ruinenstätte in der Nähe des heutigen Doğanyurt (auch Araphisar genannt), Landkreis Çine, Provinz Aydın | Unter Augustus erbaut, spätere Erweiterungen                                                                 | ruinös, in Hang gebaut, Sitzreihen fast gänzlich zerstört                                                                                          | seit 1999 Grabungen der Adnan Menderes Üniversitesi Aydın |           |
| Alinda                                   | Karpuzlu, Landkreis Çine, Provinz Aydın                                                                 | Hellenistische Zeit, 2. Jhd. v. Chr.; Bühnengebäude römisch ergänzt                                          | Cavea im Hang mit gut erhaltenen Analemmata, im oberen Bereich mittig 13 an den Seiten 9 Sitzreihen erkennbar; vom Bühnengebäude ruinöse Reste     | Keine Grabungen am Theater |           |
| Aphrodisias                              | Geyre, Landkreis Karacasu, Provinz Aydın                                                                | Vor 28 v. Chr. durch Zoilos geweiht, im 1. Jhd. n. Chr. Zuschauerraum gebaut, unter Antoninus Pius erweitert | Cavea mit 27 Sitzreihen und Teile des Bühnengebäudes ruinös erhalten                                                                               | Ausgrabungen der New York University seit 1961, zunächst unter Kenan Erim, heute Christopher Ratté und R.R.R. Smith, Theater in den 1970er-Jahren freigelegt, dabei zahlreiche Statuen gefunden |           |
| Halikarnassos                            | Bodrum, Provinz Muğla                                                                                   | 1. Hälfte 3. Jhd. oder spätes 2. Jhd. v. Chr.                                                                | 55 Sitzreihen für etwa 13.000 Zuschauer, teilweise restauriert. Siehe den Hauptartikel Theater von Halikarnassos                                   | Zahlreiche Ausgrabungen in der Stadt seit Mitte des 19. Jhd. Mehrere Ansätze zur Restaurierung des Theaters durch das Museum für Unterwasserarchäologie Bodrum 1976, 1985, 2000                 |           |
| Herakleia am Latmos                      | Kapıkırı, Landkreis Milas, Provinz Muğla                                                                | Hellenistische Zeit, 3. oder 2. Jhd. v. Chr.                                                                 | Cavea in den Fels geschlagen, stark gestört und überwachsen                                                                                        | Keine Grabungen am Theater; Forschungsarbeiten des DAI in der Region seit 1985, in der Stadt seit 1991                                                                                          |           |
| Iasos (Karien)                           | Kıyıkışlaçık, Landkreis Milas, Provinz Muğla                                                            | Hellenistische Zeit, spätes 2. Jhd. v. Chr. Erneuerung der Cavea und vermutlich Bau des Bühnengebäudes       | Hanglage, stark gestört und überwachsen | Keine Grabungen am Theater, Ausgrabungen im Stadtgebiet seit 1960 durch Doro Levi, Clelia Laviosa und Fede Berti von der Scuola Archeologica Italiana di Atene                                  |           |
| Kaunos                                   | Dalyan, Landkreis Ortaca, Provinz Muğla                                                                 | 2. Jhd. v. Chr.                                                                                              | 33 Sitzreihen, freigelegt, in den Hang der Akropolis gebaute Cavea ruinös erhalten                                                                 | seit 1960 Ausgrabungen der Universität Ankara unter Baki Öğün und von 2001 bis 2020 Cengiz Işık                                                                                                 |           |
| Magnesia am Mäander Theater 1            | Tekin, Landkreis Germencik, Provinz Aydın                                                               | 3. Jhd. v. Chr., erneuert um 200 v. Chr., Umbau im 2. Jhd. n. Chr.                                           | am Hang über der Agora, max. 3000 Zuschauer, vermutlich 263 n. Chr. von den Goten zerstört. Zahl der Sitzreihen und Aufbau nicht mehr feststellbar | 1890/91 durch Friedrich Hiller von Gaertringen freigelegt |           |
| Magnesia am Mäander Theater 2 (Theatron) | | späthellenistisch bis kaiserzeitlich                                                                         | 24 Sitzreihen für 3500 Zuschauer, nicht fertiggestellt, geplante Funktion als Theater unsicher, möglicherweise religiöse Funktion                  | 1984 entdeckt, seitdem Ausgrabungen durch Orhan Bingöl von der Universität Ankara |           |
| Nysa am Mäander                          | Sultanhisar, Landkreis Sultanhisar, Provinz Aydın                                                       | zweites Viertel des 1. Jhd. n. Chr., Bühnenhaus um 200 n. Chr.                                               | Am Hang gebaut, 47 Sitzreihen für etwa 12.000 Zuschauer, unter dem Vorplatz ein Tunnel, durch den die Stadt mit Wasser versorgt wurde.             | Grabungen im Theater in den 1960er-Jahren durch die Universität Izmir, 1982–1988 durch die Universität Aydın                                                                                    |           |

#### Pisidien
| Antiker Ortsname / Lage | Moderner Ortsname / Lage                       | Datierung                                                                                | Anlage und Zustand                                                                     | Grabungsgeschichte | Abbildung |
| ----------------------- | ---------------------------------------------- | ---------------------------------------------------------------------------------------- | -------------------------------------------------------------------------------------- | --- | --------- |
| Antiochia in Pisidien   | Yalvaç, Landkreis Yalvaç, Provinz Isparta      | Kaiserzeit                                                                               | 26 Sitzreihen, etwa 15.000 Plätze, freigelegt                                          | Ausgrabungen im Stadtgebiet seit 1982 durch Stephen Mitchell, seit 1983 unter Leitung von Mehmet Taşlıalan, Museum Yalvaç |           |
| Kremna Theater 1        | Çamlık, Landkreis Bucak, Provinz Burdur        | vermutlich um Christi Geburt                                                             | 26–30 Sitzreihen, nicht vollendet                                                      | Ausgrabungen im Stadtgebiet durch Jale İnan um 1970                                                                       |           |
| Kremna Theater 2        |                                                | unbekannt, nach Theater 1                                                                | stark gestört, Bühnengebäude wohl nie errichtet                                        | |           |
| Sagalassos              | Ağlasun, Landkreis Golcuk, Provinz Burdur      | spätes 2. Jhd. n. Chr.                                                                   | Cavea und Bühnengebäude ruinös, aber fast komplett erhalten und freigelegt             | Ausgrabungen seit 1990 durch Marc Waelkens, Katholische Universität Leuven                                                |           |
| Selge (Pisidien)        | Altınkaya, Landkreis Manavgat, Provinz Antalya | 2. Jhd. n. Chr.                                                                          | 44 Sitzreihen für 8700 Zuschauer; Cavea erhalten und freigelegt, Bühnenbau verfallen   | 1968/69 Forschungen durch Alois Machatschek, Technische Universität Wien                                                  |           |
| Termessos               | Landkreis Korkuteli, Provinz Antalya           | Erster Bau frühes 2. Jhd. v. Chr., unter Augustus umgebaut, Ende 2. Jhd. Cavea erweitert | 27 Sitzreihen für etwa 4000 Zuschauer, Cavea ruinös, Teile des Bühnengebäudes erhalten | Keine Grabungen |           |

### Italien

#### Magna Graecia
| Antiker Ortsname / Lage | Moderner Ortsname / Lage | Datierung              | Anlage und Zustand | Grabungsgeschichte | Abbildung |
| ----------------------- | ------------------------ | ---------------------- | ------------------ | ------------------ | --------- |
| Lokroi Epizephyrioi     |                          | 4. Jahrhundert v. Chr. |                    |                    |           |

#### Sizilien
| Antiker Ortsname / Lage   | Moderner Ortsname / Lage          | Datierung      | Anlage und Zustand                                 | Grabungsgeschichte | Abbildung |
| ------------------------- | --------------------------------- | -------------- | -------------------------------------------------- | ------------------ | --------- |
| Iaitas                    |                                   | Um 300 v. Chr. |                                                    |                    |           |
| Segesta                   |                                   |                |                                                    |                    |           |
| Syrakus                   | Parco Archeologico della Neapolis |                |                                                    |                    |           |
| Tauromenion / Tauromenium | Taormina                          | 2. Jh. v. Chr. | Siehe den Hauptartikel Antikes Theater Taormina    |                    |           |
| Solunt                    |                                   |                |                                                    |                    |           |
| Tyndaris                  | Tindari                           |                |                                                    |                    |           |
| Morgantina                |                                   |                |                                                    |                    |           |
| Katane                    | Catania                           |                | Siehe den Hauptartikel Römisches Theater (Catania) |                    |           |

#### Rom
| Antiker Ortsname / Lage | Moderner Ortsname / Lage | Datierung | Anlage und Zustand                          | Grabungsgeschichte | Abbildung |
| ----------------------- | ------------------------ | --------- | ------------------------------------------- | ------------------ | --------- |
| Roma                    |                          |           | Siehe den Hauptartikel Theater des Balbus   |                    |           |
| Roma                    |                          |           | Siehe den Hauptartikel Marcellustheater     |                    | thumbleft |
| Roma                    |                          |           | Siehe den Hauptartikel Theater des Pompeius |                    |           |

#### Übriges Italien
| Antiker Ortsname / Lage | Moderner Ortsname / Lage | Datierung                            | Anlage und Zustand | Grabungsgeschichte | Abbildung |
| ----------------------- | ------------------------ | ------------------------------------ | --- | ------------------ | --------- |
| Casinum                 | Cassino                  |                                      | Stiftung der Ummidia Quadratilla |                    |           |
| Faesulum                | Fiesole                  |                                      | |                    |           |
| Falerii                 |                          |                                      | |                    |           |
| Herculaneum             | Ercolano                 |                                      | Siehe den Hauptartikel Theater von Herculaneum |                    |           |
| Iguvium                 | Gubbio                   | 1. Jahrhundert n. Chr.               | Das nach mittelalterlichem Teilabriss als Steinbruch und anschließendem Umbau der Reste zu einem Kloster wieder freigelegte Theater wird heute gelegentlich wieder bespielt. |                    |           |
| Luna (Stadt)            |                          |                                      | |                    |           |
| Neapolis                | Neapel                   |                                      | Siehe den Hauptartikel Römisches Theater von Neapel |                    |           |
| Nora                    | bei Pula                 | frühkaiserzeitlich, zweimal umgebaut | 1100–1200 Plätze, einziges bekanntes Theater auf Sardinien |                    |           |
| Pompeji                 | Pompei                   |                                      | Siehe den Hauptartikel Pompeji#Großes Theater |                    |           |
| Tergeste                | Triest                   |                                      | Siehe den Hauptartikel Teatro Romano di Trieste |                    |           |
| Verona                  |                          |                                      | Siehe den Hauptartikel Teatro Romano di Verona. Das Theater wird gelegentlich wieder bespielt.                                                                               |                    |           |
| Villa Hadriana          | Villa Adriana            |                                      | |                    |           |

### Gallia

#### Gallia Narbonensis
| Antiker Ortsname / Lage    | Moderner Ortsname / Lage                       | Datierung | Anlage und Zustand                               | Grabungsgeschichte | Abbildung |
| -------------------------- | ---------------------------------------------- | --------- | ------------------------------------------------ | ------------------ | --------- |
| Arausio Gallia Narbonensis | Orange Département Vaucluse, Frankreich        |           | Siehe den Hauptartikel Theater von Orange        |                    |           |
| Arelate Gallia Narbonensis | Arles Département Bouches-du-Rhône, Frankreich |           | Siehe den Hauptartikel Römisches Theater (Arles) |                    |           |
|                            | Glanum                                         |           |                                                  |                    |           |
| Vienna                     | Vienne                                         |           |                                                  |                    |           |

#### Gallia Lugdunensis
| Antiker Ortsname / Lage | Moderner Ortsname / Lage | Datierung | Anlage und Zustand                             | Grabungsgeschichte | Abbildung |
| ----------------------- | ------------------------ | --------- | ---------------------------------------------- | ------------------ | --------- |
|                         | Antigny (Vienne)         |           |                                                |                    |           |
| Augustodunum            | Autun                    |           | Siehe den Hauptartikel Römisches Theater Autun |                    |           |
|                         | Civaux                   |           |                                                |                    |           |
| Lugdunum                | Lyon                     |           |                                                |                    |           |

#### Gallia Belgica
| Antiker Ortsname / Lage        | Moderner Ortsname / Lage            | Datierung                     | Anlage und Zustand                                                       | Grabungsgeschichte               | Abbildung |
| ------------------------------ | ----------------------------------- | ----------------------------- | ------------------------------------------------------------------------ | -------------------------------- | --------- |
| Augusta Raurica Gallia Belgica | Augst, Kaiseraugst Schweiz          |                               |                                                                          |                                  |           |
| Aventicum Gallia Belgica       | Avenches Schweiz                    |                               |                                                                          |                                  |           |
| Locus anonymus Gallia Belgica  | Vicus Lindfeld bei Lenzburg Schweiz |                               |                                                                          |                                  |           |
| Augusta Treverorum             | Trier Deutschland                   | 1. bis 4. Jahrhundert n. Chr. | Zwei Kulttheater (?) in den Tempelbezirken Altbachtal und Irminenwingert | Ausgegraben, aber nicht sichtbar |           |

### Germania Superior
| Antiker Ortsname / Lage | Moderner Ortsname / Lage           | Datierung                              | Anlage und Zustand                                                                                         | Grabungsgeschichte | Abbildung |
| ----------------------- | ---------------------------------- | -------------------------------------- | --- | ------------------ | --------- |
| Lopodunum               | Ladenburg, Deutschland             | 2. Jahrhundert n. Chr.                 | 1967 ausgegraben und anschließend überbaut                                                                 |                    |           |
| Mogontiacum             | Mainz, Deutschland                 |                                        | Siehe den Hauptartikel Römisches Theater Mainz                                                             |                    |           |
| Nida (römische Stadt)   | Frankfurt-Heddernheim, Deutschland | Letztes Viertel 1. Jahrhundert n. Chr. | Holzbau, wahrscheinlich aus der Kastellzeit Heddernheims, eventuell später in der Zivilstadt weitergenutzt | 1929 ausgegraben   |           |

### Hispania
| Antiker Ortsname / Lage | Moderner Ortsname / Lage | Datierung              | Anlage und Zustand | Grabungsgeschichte | Abbildung |
| ----------------------- | ------------------------ | ---------------------- | --- | ------------------ | --------- |
| Carthago Nova           | Cartagena                | 5–1 v. Chr.            | |                    |           |
| Clunia                  | bei Coruña del Conde     |                        | Siehe den Hauptartikel: Römisches Theater von Clunia Sulpicia |                    |           |
| Emerita Augusta         | Mérida                   |                        | |                    |           |
| Italica                 |                          |                        | |                    |           |
| Pol·lèntia              | Alcúdia                  |                        | |                    |           |
| Saguntum                | Sagunt                   |                        | |                    |           |
| Colonia Caesaraugusta   | Saragossa                |                        | |                    |           |
| Tarraco                 | Tarragona                | 1. Jahrhundert v. Chr. | Erhalten sind Teile der Bühne und der dreistöckigen Fassadenmauer dahinter, der orchestra, der cavea sowie ein Stück der Marmorbeschichtung der ersten Sitzreihen. |                    |           |

### Dalmatia
| Antiker Ortsname / Lage | Moderner Ortsname / Lage | Datierung | Anlage und Zustand | Grabungsgeschichte | Abbildung |
| ----------------------- | ------------------------ | --------- | ------------------ | ------------------ | --------- |
| Narona                  |                          |           |                    |                    |           |

### Africa
| Antiker Ortsname / Lage | Moderner Ortsname / Lage | Datierung | Anlage und Zustand | Grabungsgeschichte | Abbildung |
| ----------------------- | ------------------------ | --------- | ------------------ | ------------------ | --------- |
| Hippo Regius            | Annaba                   |           |                    |                    |           |
| Karthago                |                          |           |                    |                    |           |
| Leptis Magna            | al-Chums                 |           |                    |                    |           |
| Meninx                  | Djerba                   |           |                    |                    |           |
|                         | Sabrata                  |           |                    |                    |           |
|                         | Thugga                   |           |                    |                    |           |
|                         | Tipasa                   |           |                    |                    |           |

### Cyrenaica
| Antiker Ortsname / Lage | Moderner Ortsname / Lage | Datierung | Anlage und Zustand | Grabungsgeschichte | Abbildung |
| ----------------------- | ------------------------ | --------- | ------------------ | ------------------ | --------- |
| Ptolemais (Kyrenaika)   |                          |           |                    |                    |           |

### Aegyptus
| Antiker Ortsname / Lage | Moderner Ortsname / Lage | Datierung           | Anlage und Zustand                           | Grabungsgeschichte      | Abbildung |
| ----------------------- | ------------------------ | ------------------- | -------------------------------------------- | ----------------------- | --------- |
| Alexandria              |                          |                     |                                              |                         |           |
|                         | Kom el-Dahab             |                     | nur von Luftaufnahmen bekannt                | Gregory Marouard (2014) |           |
| Oxyrhynchos             |                          |                     |                                              | Flinders Petrie (1922)  |           |
| Pelusium                |                          | römische Kaiserzeit | Siehe den Hauptartikel: Theater von Pelusium |                         |           |

### Arabia Petraea
| Antiker Ortsname / Lage     | Moderner Ortsname / Lage | Datierung      | Anlage und Zustand                                  | Grabungsgeschichte | Abbildung |
| --------------------------- | ------------------------ | -------------- | --------------------------------------------------- | ------------------ | --------- |
| Gadara                      | Umm Qais, Jordanien      |                |                                                     |                    |           |
| Gadara                      | Umm Qais, Jordanien      | 2. Jh. n. Chr. |                                                     |                    |           |
| Gerasa                      | Jerash, Jordanien        | 1. Jh. n. Chr. |                                                     |                    |           |
| Petra (Jordanien)           |                          | Römische Zeit  |                                                     |                    |           |
| Philadelphia Arabia Petraea | Amman Jordanien          | Römische Zeit  | Siehe den Hauptartikel: Römisches Theater von Amman |                    |           |

### Iudaea
| Antiker Ortsname / Lage | Moderner Ortsname / Lage | Datierung              | Anlage und Zustand | Grabungsgeschichte | Abbildung |
| ----------------------- | ------------------------ | ---------------------- | ------------------ | ------------------ | --------- |
| Caesarea Maritima       | Kesarya קיסריה, Israel   | um die Zeitenwende     |                    |                    |           |
| Tiberias                | Ṭverjah טְבֶרְיָה, Israel    | 1. Jahrhundert n. Chr. |                    |                    |           |

### Syria
| Antiker Ortsname / Lage | Moderner Ortsname / Lage | Datierung      | Anlage und Zustand | Grabungsgeschichte | Abbildung |
| ----------------------- | ------------------------ | -------------- | ------------------ | ------------------ | --------- |
| Apameia am Orontes      |                          |                |                    |                    |           |
|                         | Zitadelle von Bosra      | 2. Jh. n. Chr. |                    |                    |           |
| Byblos                  |                          |                |                    |                    |           |
|                         | Darʿā                    |                | zerstört           |                    |           |
| Philippopolis           | Schahba                  |                |                    |                    |           |

### Mesopotamien
| Antiker Ortsname / Lage | Moderner Ortsname / Lage | Datierung                                            | Anlage und Zustand                         | Grabungsgeschichte | Abbildung |
| ----------------------- | ------------------------ | ---------------------------------------------------- | ------------------------------------------ | ------------------ | --------- |
| Babylon                 |                          | evtl. schon zu Zeiten Alexanders des Großen (4. Jh.) | Siehe den Hauptartikel Theater von Babylon |                    |           |

### Graeco-Baktrien
| Antiker Ortsname / Lage                    | Moderner Ortsname / Lage                      | Datierung                                                 | Anlage und Zustand | Grabungsgeschichte                                                                            | Abbildung |
| ------------------------------------------ | --------------------------------------------- | --------------------------------------------------------- | ------------------ | --------------------------------------------------------------------------------------------- | --------- |
| Alexandria am Oxus / Eukratidia ? Baktrien | Ai Khanoum Provinz Tachar, Nordostafghanistan | ca. 3. Jh. v. Chr. bis 145 v. Chr. (Zerstörung der Stadt) |                    | Ausgrabung zwischen 1964 und 1978 von einem französischen Team unter Leitung von Paul Bernard |           |